# Анарти

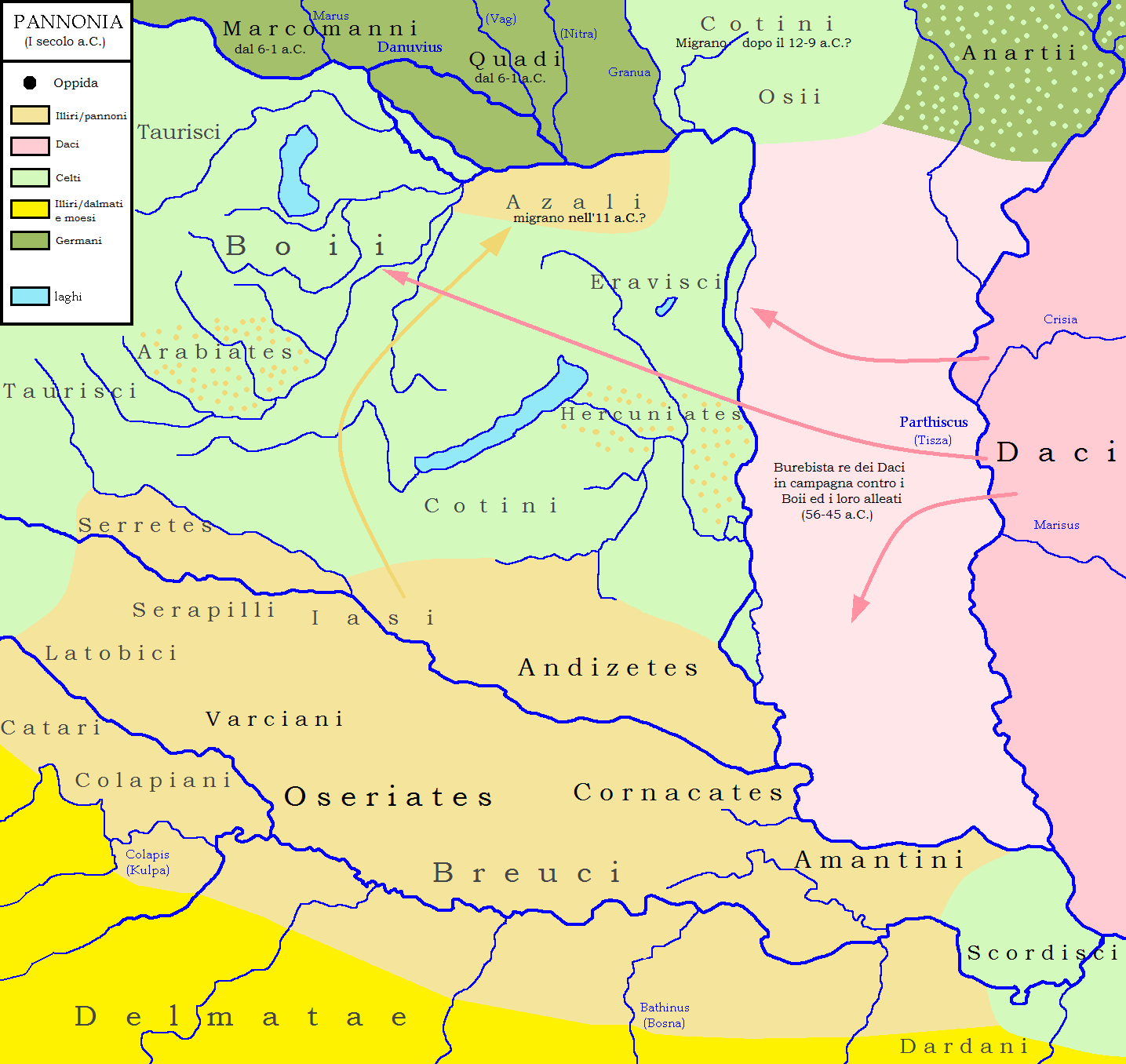
Паннонія. Анарти у верхньому правому куті.

Анарти — кельтське плем'я, яке, згідно з Птолемеєм, жило в Дакії (північно-західні території сучасної Румунії), західніше Теврисків та Костобоків. Анартів разом з Даками Цезар назвав мешканцями краю Герценського лісу. Анарти імовірно були частиною кельтського племені Бастарнів. Деякі групи Анартів займали частину сучасної Словаччини та південно-східної Польщі. Близько 172 р. вони відмовилися підтримувати римлян у їхній війні з Маркоманами. В покару за це, Марк Аврелій переселив їх до римської провінції Нижньої Паннонії.